# Dolly Walker-Wraight
Dolly Walker-Wraight (* 24. April 1920 auf Java; † 15. Februar 2002; auch A. D. Wraight) war eine englische Lehrerin, Historikerin und Marlowe-Forscherin.

## Leben
1940 heiratete sie Robert Wraight, von dem sie sich 1963 scheiden ließ. Sie erwarb 1958 das „Froebel Teachers Diplom“ und arbeitete als Lehrerin an der „Dulwich College Preparatory School“ (1961–1967; 1975–1983) und an der William Tyndale School (1969–1974).
Ihr wissenschaftliches Interesse an Christopher Marlowe begann 1956 nach dem Studium des Buches von Calvin Hoffman The Murder of the Man who was Shakespeare. Ihre Forschung zentrierte sich um die Marlowe-Shakespeare Autorschaft und um die Interpretation der Shakespeareschen Sonette. Sie trat der Marlowe-Gesellschaft bei, um die sie sich später als Vize-Präsident bzw. Präsident verdient machte.
Sie entwickelte Drama-Kurse um Marlowe, um Theaterstücke und selten aufgeführte zeitgenössische Stücke publik zu machen. 1965 publizierte sie eine illustrierte Biographie In Search of Christopher Marlowe (in Zusammenarbeit mit der amerikanischen Fotografin, Virginia Stern). Sie starb im Alter von 81 Jahren.

## Die Sonette von William Shakespeare
Ihre methodisches Vorgehen in dem Buch The Story that the Sonnets Tell bestand darin, Teile der Sonette von Shakespeare in ihrem unterschiedlichen Bedeutungs- und Sinngehalt aufzutrennen, um der Enträtselung dieses bis heute geheimnisvollen Werkes näher zu kommen.
Sie ging einerseits davon aus, dass der reine Text des Dichters der Wahrheit seines Inhalts wesentlich näher kommt als jede literarische Interpretation. Nach ihrer Auffassung bestand der wesentliche Fehler vieler Interpreten und Kommentatoren der Sonette darin, saß sie davon ausgingen, dass in den zu unterschiedlichen Zeiten verfassten Sonetten nur eine einzige „Person“ angesprochen wird. Sie identifizierte mindestens drei unterschiedliche Persönlichkeiten. Bei der Erstausgabe der Sonette 1609 wurde nach ihrer Auffassung die Reihenfolge der einzelnen Sonette durch den Dichter selbst (neu) festgelegt, fast wie die Kunstform eines mehr-aktigen Stückes.
Demnach wäre die erste in den Sonetten angesprochene Person Henry Wriothesley, zu dessen siebzehnten Geburtstag die ersten siebzehn Sonette von Lord Burghley in Auftrag gegeben worden sein müssten, um Henry Wriothesley dazu zu bringen, seine Großtochter zu heiraten. – Als zweite Persönlichkeit identifizierte sie wie zuvor Leslie Hotson einen jungen Mann „William Hatcliffe“, einer der zwei möglichen „Mr. W. H.“. Als dritte Persönlichkeit glaubte sie Marlowes Freund „Thomas Walsingham“ zu erkennen, der Marlowe im Rahmen seiner unehrenhaften Entsendung ins Exil (naturgemäß unter der Marlowe-Theorie, dass sein Tod vorgetäuscht war) lebenslang beistand, was zahlreiche Sonette zum Ausdruck brächten. Wraight zeichnet sich durch eine solide Basis ihrer Argumentation aus, ihre über Jahrzehnte erarbeiteten Ergebnisse wirken aufwändig und exakt. Ihre teilweise „einmaligen“ Hypothesen als Beitrag zur Lösung des Problems der Sonette können durchweg als originell, wenn auch nicht durchweg als neu angesehen werden. Einige ihrer Ideen sind schon vor ihrer Zeit formuliert worden.

## Archive von Anthony Bacon
In einer anderen Publikationsreihe New Evidence analysierte sie die Ergebnisse der Entdeckung der geheimen Archive von Anthony Bacon, die für mehr als vierhundert Jahre verschlossen geblieben waren. Ihr Versuch die Handschrift des Geheimagenten „Louis Le Doux“ mit der Marlowe zu identifizieren, gelang ihr nicht mit absoluter Sicherheit. Obwohl es zahlreiche positive Argumente gab, die eine Identität zwischen Marlowe und LeDoux nahelegten, könnte es für LeDoux andere Erklärungsmöglichkeiten gegeben haben, u. a. dass er ein Mitglied einer hugenottischen Familie aus Canterbury gewesen war, der dort zur selben Zeit wie Marlowe aufwuchs und später mit ihm in Verbindung blieb oder dass Marlowe sich später die Identität des Namens LeDoux auslieh.

## Veröffentlichungen
- Christopher Marlowe and the Armada, ISBN 1-897763-04-2
- In Search of Christopher Marlowe, (1965), Adam Hart (Publishers) Ltd; Reprint (März 1993) ISBN 1-897763-03-4
- Christopher Marlowe and Edward Alleyn, (1993) ISBN 1-897763-00-X
- The Story that the Sonnets Tell (1994), Adam Hart (Publishers) Ltd; Reprint (Januar 1995) ISBN 1-897763-05-0
- Shakespeare: New Evidence (1996) Adam Hart (Publishers) Ltd (Mai 1997) ISBN 1-897763-08-5
- Legend of Hiram: The Sequel to “the Story the Sonnets Tell”, Adam Hart (Publishers) Ltd (August 1996) ISBN 1-897763-07-7